# 민 (십국)
민(閩, 909년~945년)은 중국 오대십국 시대 10국중 하나로써 현재 복건성을 중심으로 왕심지(王審知)가 세운 나라이다.

## 역사
개조 왕심지는 광주고시(光州固始)사람으로 형 왕조(王潮)와 함께 당나라 말기 혼란 속에서 중앙의 혼란을 피해 복건으로 이주하여 이곳을 점령하였다. 896년 왕조는 당나라로부터 무위군절도사(武威軍節度使) 자리를 인정받았으며, 다음해 왕조가 죽자 왕심지가 지위를 이어받았다.
907년 주전충이 당나라로부터 선양을 받아 후량을 세우자, 왕심지는 후량에 입조하여 민왕에 봉해졌다. 왕심지는 내정에 힘을 기울여 당시 아직 낙후된 지역이었던 복건의 개발을 진행해 크게 발전시켰다. 또한 남해 교역에서 이익을 얻자, 문인, 승려 등을 모아 문화를 진흥시켰다.
이러한 선정으로 인해 왕심지는 개민왕(開閩王)이라 불리면서 복주에서는 민왕덕정비(閩王德政碑)가 세워져 지금까지도 방문자가 끊이지 않는다.
그러나 925년 왕심지가 죽은 후 내분이 계속되었다. 바로 다음해 왕심지의 장남 왕연한(王延翰)이 제위에 올랐으나, 동생 왕연균(王延鈞)에게 살해당하고, 그대로 왕연균이 제위에 올랐다. 민은 후량을 무너뜨린 후당에 대해서 신하를 자처했으나, 후당의 명종 이사원이 병으로 쓰러지고, 후당이 혼란에 휩싸인 틈을 노려 933년에 독립하여 황제를 칭했다.
왕연균은 935년 장남 왕계붕(王繼鵬)에게 살해당하고, 왕계붕이 제위에 올랐다. 937년 왕계붕은 후당을 쓰러뜨린 후진에게 복종하여 민왕으로 지위가 내려갔다. 즉위 후, 이름을 왕창(王昶)이라고 개명하였다. 그는 도교를 광신하여 무녀의 말만 믿고 일족을 살해하였다. 이를 보다못한 근위대장 주문진(朱文進)과 연중우(連重遇)가 939년에 쿠데타를 일으켜 왕창을 살해하고, 왕심지의 3남 왕연희(王延羲)를 황제로 옹립하였다. 그러나 왕연희도 폭정을 일삼고 원한이 있던 일족을 살해하였다. 943년 이에 대해 왕연희의 아우 왕연정(王延政)이 임지인 건주(建州)에서 자립하여 황제라 칭하고 나라 이름을 은(殷)이라고 했다.
다음해 왕연희는 주문진과 연중우에게 살해되고, 주문진이 그 뒤를 이어 민왕에 즉위했다. 그러나 왕연정이 이끄는 군대의 공격을 받고, 주문진과 연중우는 부하의 손에 죽음을 당했다. 이후 왕연정이 민왕의 지위를 물려받았으나, 재위 기간 동안 방만한 재정 운영과 과도한 세금 징수 등으로 백성들의 원성을 샀다. 이 혼란을 지켜본 왕연정의 두 조카 왕계훈(王繼勳)과 왕계성(王繼成)이 각자 자립하여 나라는 분열상태에 빠졌다. 이 상황을 지켜본 남당의 이경(李璟)이 군대를 이끌고 공격하여 민을 멸망시키고, 왕연정과 일족은 남당의 수도 금릉(金陵)으로 끌려와 이 땅에서 생을 마감했다.

## 문화
앞서 얘기한 것처럼 왕심지의 문화진흥에 의해 건립된 건축물들은 현재까지도 존재하는 것이 적지 않다.
- 개원사 철불(開元寺 鐵佛) - 복주에 있는 개원사에는 높이 5.3m의 철불이 있다. 왕심지가 건립한 것으로 알려져 있다.
- 민왕사(閩王祠) - 앞서 얘기한 민왕덕정비가 세워져 있다.
- 통천사(涌泉寺) - 복주의 동남쪽 고산(鼓山) 중턱에 있는 사찰. 908년 왕심지에 의해 창건되었다.
- 개원사(開元寺) - 천주(泉州)에 있는 사찰로써 위에 있는 사찰과는 다른 절이다. 이곳에 있는 탑 중 하나가 왕심지가 세운 것이다.

## 역대 군주
| 대수  | 묘호                               | 시호                                                            | 휘             | 연호                                              | 재위 기간     |
| ----- | ---------------------------------- | --------------------------------------------------------------- | -------------- | ------------------------------------------------- | ------------- |
| -     | -                                  | 광무왕 (廣武王) (민 태조 추숭)                                  | 왕조(王潮)     | -                                                 | -             |
| 제1대 | 민 태조 (閔太祖)                   | 소무효황제 (昭武孝皇帝) <충의왕(忠懿王)>                        | 왕심지(王審知) | -                                                 | 909년 ~ 925년 |
| 제2대 | -                                  | - <사왕(嗣王)>                                                  | 왕연한(王延翰) | -                                                 | 925년 ~ 926년 |
| 제3대 | 민 태종 (閔太宗) <민 혜종(閔惠宗)> | 제숙명효황제 (齊肅明孝皇帝)                                     | 왕연균(王延鈞) | 용계(龍啓) 933년 ~ 934년 영화(永和) 935년         | 926년 ~ 935년 |
| 제4대 | 민 강종 (閔康宗)                   | 성신영예문명광무응도대홍효황제 (聖神英睿文明廣武應道大弘孝皇帝) | 왕계붕(王繼鵬) | 영화(永和) 935년 ~ 936년 통문(通文) 936년 ~ 939년 | 935년 ~ 939년 |
| 제5대 | 민 경종 (閔景宗)                   | 예문광무명성원덕융도대효황제 (睿文廣武明聖元德隆道大孝皇帝)     | 왕연희(王延羲) | 영륭(永隆) 939년 ~ 944년                          | 939년 ~ 944년 |
| 임시  | -                                  | 무황제 (武皇帝)                                                 | 주문진(朱文進) | -                                                 | 944년 ~ 945년 |
| 제6대 | -                                  | 묵황제 (墨皇帝) <복공의왕(福恭懿王)>                            | 왕연정(王延政) | 천덕(天德) 943년 ~ 945년                          | 943년 ~ 945년 |
| -     | -                                  | -                                                               | 탁엄명(卓儼明) | -                                                 | 945년         |